# Елизабета Димитрова
Елизабета Димитрова (Скопље, 28. јул 1962) је македонска историчарка уметности, византолог, професорка.

## Биографија
Дипломирала је 1986. на Филозофском факултету у Скопљу, добивши награду Франз Маннинг као најбољи студент Филозофског факултета у деценији 1976—1986. и најбољи студент на Универзитет у Скопљу 1986. године. У академској години 1989—1990. била је стипендиста на Универзитет у Бечу преко Фондације Јохан Готфрид фон Хердер. Магистрирала је на Филозофски факултет Универзитета у Београду 1993 (ментор - проф. Др Јованка Максимовић), где је и докторирала 1998. (под менторством проф. Д. -р Иван М. Ђорђевић ). Године 1998. добила је стипендију Мери Чонкоф (Marie Chonhoff) и била је гостујући предавач на Универзитету Темпе - Аризона. Од 1987. године ради на Филозофском факултету у Скопљу, где је 2008. изабрана за редовног професора. У 2001. и 2002. је добила сертификат за организовање и управљање летњим школама, семинарима и обукама од Централноевропски универзитет у Будимпешти. У периоду од 2004—2011. била је директор авангардног - Охридског летњег универзитета  (Универзитет Еуро Балкан) у оквиру на коме је организована прва Летња школа за византијска уметност (2002). Стални је члан Уредништва Археолошког часописа Folia Archaeologica Balkanica, који је у издању Филозофског факултета посвећен заслужним савременим археолошким ауторитетима.

## Стваралаштво
У оквиру свог научног рада посветила се проучавању уметности, културе и социо-културним одликама ранохришћанске и византијске ере. У том контексту је дешифровала и први пут објавила програмске, иконографске и уметничке особине керамике „иконе“ са локалитета Виничко Кале, који је 90-их година 20. века постао једна од главних археолошких атракција на Балкану. Програмски и иконографски концепт фресака у Епископска базилика у Стоби идентификовала је на основу фрагментарно сачуваних делова украса из 4. века. Многи од њених научних радова посвећени су анализи и контекстуализацији симболичких значења иконографије ранохришћанских мозаика у Стоби, Хераклеа Линкестис и античком Лихниду. Посебна пажња у њеном истраживању посвећена је моделима визуелизације догматских порука кроз симболички језик уметничког изражавања у периоду 3-6 века.(у римске катакомбе, мозаицима у Равени, у домену камене пластике из региона Медитерана). На пољу византијске уметничке културе написала је монографију посвећену цркви „Успење Пресвете Богородице“ - Матејче (највећи средњовековни сликани ансамбл на македонској територији) и тачно је одредила хронологију градње и насликане фреске. Такође је контекстуализовала фреске у низу средњовековних цркава у Македонији:(Нерези, Курбиново, Вељуса, Водоча, Манастир Светог Андреје на Трески, Марков манастир итд.) Са својим научмим радовима, учествовала је на 53 домаћа и међународна научна скупа и била руководилац 29 међународних пројеката,,.